# Parroquia de San Sebastián (Antigua Guatemala)

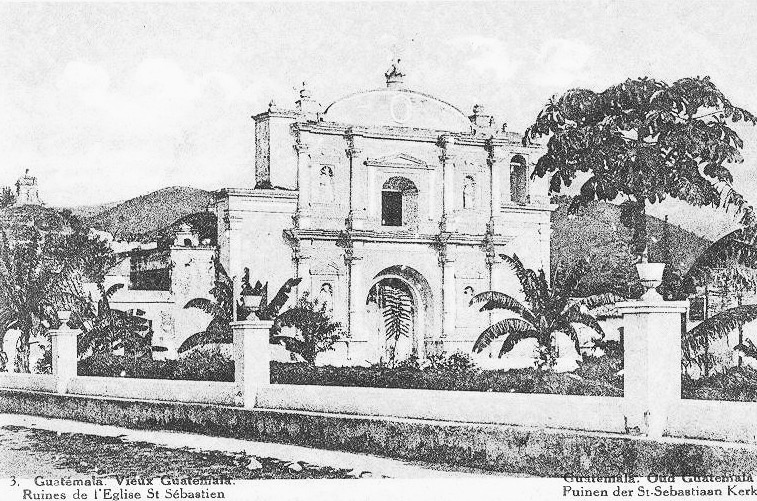
La Parroquia de San Sebastián en el año de 1900.

La Parroquia de San Sebastián, ubicada en la ciudad de Antigua Guatemala, formó parte de la Arquidiócesis de Guatemala. y junto con las parroquias de Candelaria y de Los Remedios, fue una de las tres que rigieron sobre la antigua ciudad de Santiago de los Caballeros de Guatemala.  La estructura fue dañada por los Terremotos de Santa Marta pero se conservó relativamente en buen estado y funcionó como parroquia provisional tras el traslado de la parroquia original a la Nueva Guatemala de la Asunción en 1776.  En 1804 la parroquia se fusionó con las de Candelaria y de Los Remedios y se formó la Parroquia de San José, que funciona desde entonces en una porción de las ruinas Catedral de Santiago de Antigua Guatemala. El templo de San Sebastián fue dañados por nuevos sismos en la segunda mitad del siglo xix y fue definitivamente abandonado en 1874.
El edificio de la parroquia se mantuvo en ruinas pero con su fachada casi intacta hasta que fue destruido casi completamente por el terremoto del 4 de febrero de 1976.  El templo fue reconstruido parcialmente a finales del siglo xx, de forma que se hiciera evidente el uso de ladrillo en la reconstrucción parcial.

## Historia

### Construcción
El teólogo Antonio Vázquez de Espinosa, hace referencia a esta parroquia en su obra Compendio y descripción de las Indias Occidentales de 1620: «Demás de la iglesia catedral, donde hay dos curas que administran los Santos Sacramentos por ser la ciudad tan grande y extendida, y no poder acudir a toda, hay otra iglesia parroquial de San Sebastián, que tiene su cura que administra los Santos Sacramentos a sus feligreses». San Sebastián había sido fundada como ermita en 1565. La traza inicial se llevó a término en el Cerro de San Felipe; luego, alrededor de 1582, Juan de Cuéllar completó los trabajos de traslado que reubicaron la iglesia al pie del Cerro del Manchén.
Fungió como parroquia en el barrio de La Joya a partir de 1582. En 1631 un terremoto amenazó con arruinar la edificación, y hasta el 12 de febrero de 1689 recuperó el rango de parroquia.
| Barrio                          | Grupo étnico                     |
| ------------------------------- | -------------------------------- |
| El Sagrario Catedral            | Españoles y criollos             |
| Chipilapa                       | Mulatos y negros libres          |
| Santa Cruz                      | Kiché's                          |
| Nuestra Señora de los Remedios  | Mestizos -ladinos-               |
| San Francisco                   | Kaqchikeles                      |
| El Tortuguero                   | Mestizos -ladinos-               |
| Espíritu Santo                  | Mestizos -ladinos-               |
| Santiago                        | Kaqchikeles y mestizos -ladinos- |
| San Antón                       | Kaqchikeles y mestizos -ladinos- |
| San Gerónimo                    | Mulatos y negros libres          |
| San Sebastián                   | Españoles y mestizos -ladinos-   |
| Nuestra Señora de La Candelaria | Kaqchikeles                      |

### Terremotos de San Miguel
Los terremotos más fuertes que vivió la ciudad de Antigua Guatemala antes de su traslado definitivo en 1776 fueron los terremotos de San Miguel en 1717. El 27 de agosto hubo una erupción muy fuerte del Volcán de Fuego, que se extendió hasta el 30 de agosto; los vecinos de la ciudad pidieron auxilio al Santo Cristo de la catedral y a la Virgen del Socorro que eran los patronos jurados contra el fuego del volcán.  El 29 de agosto salió la Virgen del Rosario en procesión después de un siglo sin salir y hubo muchas más procesiones de santos hasta el día 29 de septiembre, día de San Miguel; los primeros sismos por la tarde fueron leves, pero a eso de las 7 de la noche se produjo un fuerte temblor que obligó a los vecinos a salir de sus casas; siguieron los temblores y retumbos hasta las cuatro de la mañana.

### Terremotos de Santa Marta
En 1776, la capital fue trasladada a la ciudad de Nueva Guatemala de la Asunción luego que los terremotos de Santa Marta de 1773 arruinaran la ciudad de Santiago de los Caballeros de Guatemala por tercera ocasión en el mismo siglo y las autoridades civiles utilizaran eso como excusa para debilitar a las autoridades eclesiásticas —siguiendo las recomendaciones de las Reformas Borbónicas emprendidas por la corona española en la segunda mitad del siglo xviii— obligando a las órdenes regulares a trasladarse de sus majestuosos conventos destruidos a frágiles estructuras temporales en la nueva ciudad.
En un informe de 1774, Juan González Bustillo señaló los daños graves sufridos por el artesonado y las paredes, las bóvedas y los arcos de la capilla de San Sebastián, especialmente en el costado izquierdo

### Tras el traslado de la capital

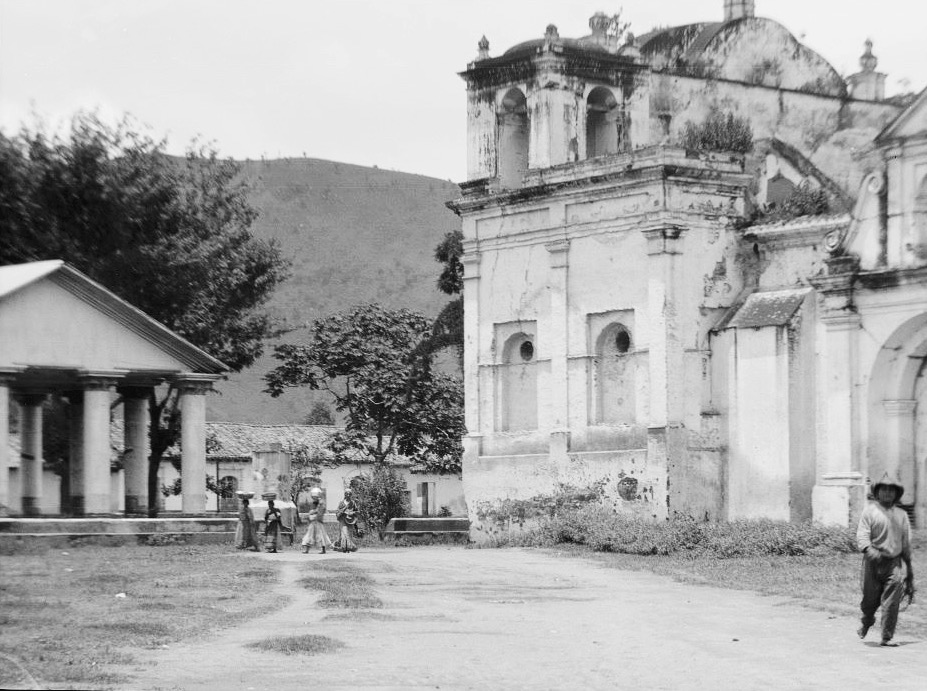
La parroquia en ruinas en 1916; a la izquierda el Templo de Minerva de Antigua Guatemala. Fotografía de Arnold Genthe.

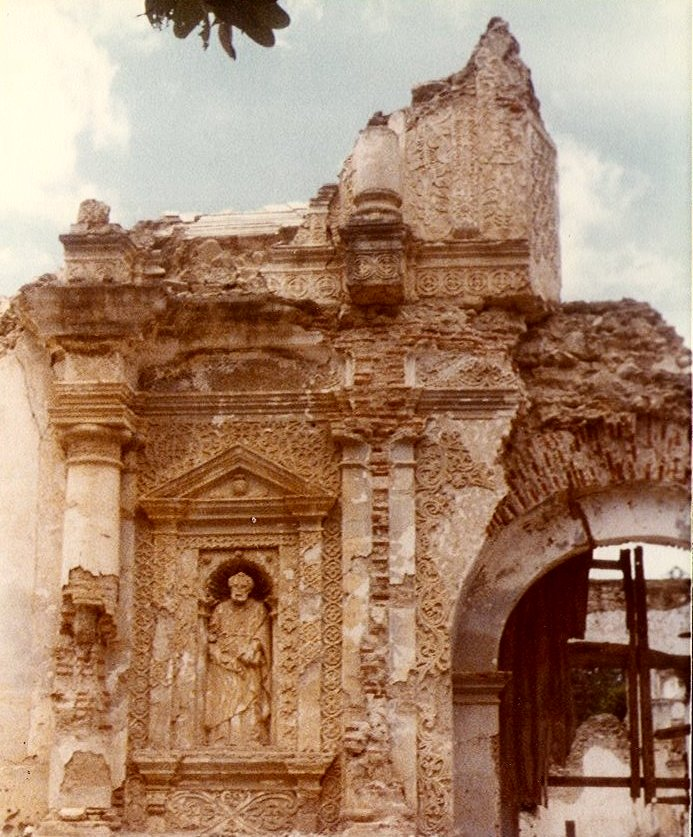
Ruinas de San Sebastián tras el terremoto de 1976. Se perdió casi completamente la fachada colonial.

La ciudad empezó a llamarse la «arruinada Guatemala», «Santiago de Guatemala antiguo» y la «antigua ciudad». Fue abandonada por todas las autoridades reales y municipales, y en 1784 por las dos últimas parroquias: Candelaria y Los Remedios, quedándose también sin autoridades eclesiásticas. Pocos años después el arzobispo Cayetano Francos y Monroy autorizó el funcionamiento de tres parroquias interinas que llevaron el nombre de sus antecesoras: San Sebastián, Candelaria y Los Remedios, en donde se guardó la mayor cantidad de obras de arte religioso que permaneció en la antigua Guatemala. El 4 de agosto de 1786 fue declarada villa por real cédula y en 1788 el alcalde mayor de Sacatepéquez pidió autorización para retornar a la Antigua Guatemala. Para 1799 se nombraron dos alcaldes ordinarios y un síndico. La villa ya no era la esplendorosa ciudad que fue, pero el nuevo ayuntamiento logró que Antigua Guatemala resurgiera durante el siglo xix.
En 1804, el arzobispo Peñalver y Cárdenas decidió crear la parroquia de El Señor San José en Antigua Guatemala, la cual incorporó a tres parroquias provisionales que funcionaban en las antiguas iglesias de Candelaria, San Sebastián y Los Remedios. Los bienes de La Candelaria fueron trasladados al edificio de la antigua Universidad de San Carlos Borromeo, y la iglesia abandonada. La nueva parroquia recibió entre los bienes de la Candelaria una imagen del Señor del Descendimiento, la cual es venerada en la parroquia desde entonces.
En 1806, el presbítero Rafael José Luna, cura de San José, tuvo la idea de utilizar las ruinas de la antigua catedral como parroquia; en 1814 el cabildo eclesiástico resolvió aceptar la petición y en 1819 se iniciaron algunos trabajos de remodelación del edificio, derrumbando partes arruinadas, como los campanarios. Los trabajos se detuvieron por un tiempo, hasta que se reiniciaron en 1832. Al terminar los trabajos, la parroquia de San José se trasladó del antiguo edificio de la Universidad de San Carlos a la antigua catedral, en donde ha estado desde entonces. Los retablos que tiene esta nueva parroquia no son los originales de la catedral: fueron elaborados en 1856.

### Terremoto del 3 de septiembre de 1874
En 1874, nuevos estragos provocaron que el templo fuese abandonado.  De acuerdo al periódico estadounidense The New York Times, el terremoto de Guatemala del 3 de septiembre de 1874 fue el más devastador de los que se registraron en ese año en todo el mundo. No solamente se destruyó completamente el pueblo de Parramos,
 sino que bandas de forajidos armados con cuchillos y otras armas punzocortantes intentaron asaltar a los damnificados y robarles lo poco que les quedaba; afortunadamente, las bandas fueron capturadas por la policía del gobierno del general Justo Rufino Barrios y ejecutadas sumariamente.
Un testigo relató que el terremoto se sintió como una combinación de una larga serie de movimientos verticales y horizontales que hacían que pareciera que el suelo se movía en forma de olas y que se elevaba hasta un pie de alto por encima de su nivel normal. Otro testigo indicó que el pueblo de San Miguel Dueñas quedó totalmente destruido, y quienes lograron sobrevivir salieron huyendo buscando áreas más seguras.  En total, hubo US$300,000 en pérdidas; los poblados afectados aparte de Antigua Guatemala, Dueñas, Parramos y Patzicía, fueron Jocotenango, San Pedro Sacatepéquez, Ciudad Vieja y Amatitlán.
La parroquia de San Sebastián tuvo que ser trasladada al Oratorio de La Merced luego de este terremoto, pues el templo parroquial quedó inservible, aunque su fachada se mantuvo en pie. La fachada de la iglesia fue finalmente destruida por el terremoto de Guatemala de 1976.

## Templo de Minerva de Antigua Guatemala

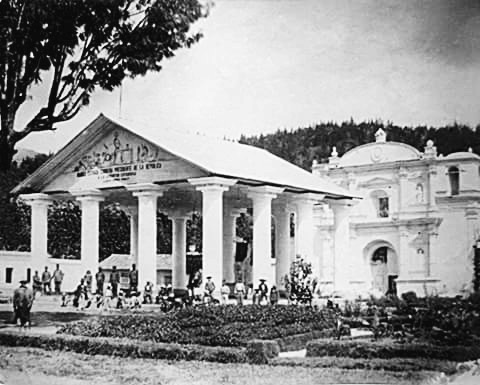
Templo de Minerva de Antigua Guatemal en 1915. Fotografía de Juan José de Jesús Yas.

Durante el gobierno de Manuel Estrada Cabrera (1898-1920), y tomando como modelo el Templo de Minerva de la Ciudad de Guatemala, las cabeceras departamentales y otros pueblos del país construyeron sus propios templos presionados por los Jefes Políticos para que lo hicieran y poder celebrar convenientemente las Fiestas Minervalias.  De esta forma, estos templos fueron producto del trabajo y del aporte de los vecinos de cada una de las localidades y no de un desembolso del gobierno central; de esta forma no todos edificaron sus templos en la misma época ni con la misma calidad, e incluso hubo algunos lugares que tardaron años en hacerlo. Los templos rurales compitieron con las edificaciones católicas no solo por su estilo clásico y su evocación a una religión pagana, sino porque hasta ese momento las iglesias eran los edificios más altos en todas las localidades; los nuevos templos fueron erigidos en colinas, para simular la Acrópolis de Atenas.
Tras la celebración de las Minervalias, los templos quedaban sin uso por el resto del año, excepto el de la Ciudad de Guatemala que se encontraba a la par del Mapa en Relieve de Guatemala y junto al campo de béisbol, y el de Jalapa que servía para ofrecer bailes los domingos y como graderío para actividades deportivas en un camplo aledaño.
Los Templos de Minerva guatemaltecos eran construcciones abiertas y sostenidos por columnas, y aunque variaban sus dimensiones, asemejaban más a un cenotafio.  En todos se utilizó lámina de zinc para el techo, pero el material de las columnas variaba dependiendo de los recursos de los vecinos.  En cuanto a sus elementos artísticos, solamente el templo de la Ciudad de Guatemala puede considerarse como una obra de arte y una obra monumental, aunque el templo de Quetzaltenango -tierra natal del Presidente- era también de grandes dimensiones.
Las estructuras de los templos contrastaban con la arquitectura de las poblaciones en que estaban construidos; en Antigua Guatemala, era contrastante con sus columnas dóricas y el estilo barroco de la parroquia de San Sebastián.  El templo fue destruido luego del derrocamiento del gobierno del licenciado Manuel Estrada Cabrera en 1920.